# Canciones de un poeta
Canciones de un poeta es un álbum recopilatorio del cantautor español José Luis Perales, editado por la desaparecida compañía discográfica Hispavox (hoy, EMI). Consta de dos CD: el primero, básicamente una recopilación de grandes éxitos; el segundo contiene otros temas menos conocidos. Contiene también, en DVD, una selección de actuaciones del artista en TVE desde 1978 hasta 1985.

## Lista de canciones

### Disco 1
1. «Un velero llamado Libertad» (1979) – 3:38
2. «Quisiera decir tu nombre» (1976) – 4:36
3. «Y ¿cómo es él?» (1982) – 4:10
4. «Me llamas» (1979) – 4:50
5. «Y te vas» (1975) – 4:42
6. «Te quiero» (1981) – 3.45
7. «Tú como yo» (1979) 4.23
8. «Ella y él» (1981) – 3.21
9. «Celos de mi guitarra» (1973) – 2:56
10. «El amor» (1979) – 4:11
11. «Cosas de doña Asunción» (1974) – 2:51
12. «Soledades» (1978) 3:44
13. «Canción para la Navidad» (1974) – 3:46
14. «Compraré» (1978) – 3:13
15. «Podré olvidar» (1976) – 4:30
16. «Y soñará» (1982) – 3:33
17. «Sí» (1976) – 3:33
18. «A ti, mujer» (1984) – 3:19
19. «Tentación» (1984)

### Disco 2
1. «Pequeño Supermán» (1981) – 2:46
2. «Canción de otoño» (1982) – 4:27
3. «Yo quiero ser» (1976) – 4:04
4. «Canción para un poeta (a F. Muelas)»[1] (1975) – 3:26
5. «Por amor» (1982) – 3:12
6. «Dices que soy un hombre triste» (1978) – 3:51
7. «Nana para mi madre» (1975) – 3:15
8. «Samaritanas del amor» (1984) – 3:17
9. «La casada» (1978) – 3:31
10. «Mi lugar» (1974) – 2:59
11. «El snob» (1975) – 4:25
12. «Me iré» (1978) – 3:33
13. «El pregón» (1974) – 2:37
14. «A quién le importa»/«A quien le importará» (1982) – 2:34
15. «Así te quiero yo» (1987) – 3:46
16. «La boda» (1974) – 3:16
17. «Pequeño marinero» (1978) – 3:23
18. «Mañana volverás» (1974) – 3:21
19. «Por ti» (1981) – 3:18
20. «Para vosotros canto» (1975) – 3:38

Bonus track:
«La casada» (versión 2; 1978) – 3:41

## Repertorio en DVD
1. «Quisiera decir tu nombre» (300 millones, 24 de diciembre de 1978)
2. «Me llamas» (Aplauso, 22 de septiembre de 1979)
3. «Tú como yo» (300 millones, 7 de enero de 1980)
4. «Un velero llamado Libertad» (Aplauso, 5 de abril de 1980)
5. «Te quiero» (Aplauso, 25 de julio de 1981)
6. «Muchacho solitario» (voz en directo; Aplauso, 10 de abril de 1982)
7. «Por ti» (voz en directo; Aplauso, 10 de abril de 1982
8. «Ella y él» (voz en directo; Aplauso, 10 de abril de 1982
9. «Veinte años» (voz en directo; Aplauso, 10 de abril de 1982)
10. «Y soñará» (Aplauso, 9 de octubre de 1982)
11. «Y ¿cómo es él?» (22 de marzo de 1983)
12. «Tentación» (Como Pedro por su casa, 31 de mayo de 1985)
13. «Canción para la Navidad» (directo; Punto de encuentro, 22 de diciembre de 1985)